# Arkadiusz Malinowski
Arkadiusz Malinowski (ur. 5 maja 1975 w Barlinku, zm. 1 stycznia 2024) – polski basista, wokalista i muzyk sesyjny. 

## Życiorys
W latach 1999–2003 współpracował z Czerwonymi Gitarmi, gdzie zastąpił Bernarda Dornowskiego, który odszedł wskutek problemów ze zdrowiem. Na płycie O.K. znajduje się jego kompozycja pt. „Wyluzuj przyjacielu”, mimo że nie był członkiem zespołu. Z zespołu odszedł w 2003 roku, zastąpił go Arkadiusz Wiśniewski. Następnie zajmował się działalnością solową z zespołem Malinabend. Jako muzyk sesyjny współpracował z Markiem Radulim, Grzegorzem Grzybem, Adamem Bałdychem, Maciejem Kocińskim oraz Wojtkiem Hoffmannem (zagrał m.in. tournee z Neil Zaza i koncert w kraju z The Aristocrats i nagrywał partie basowe do płyt solowych Wojtka Hoffmanna – Drzewa i Behind the Windows). Z Adamem Bałdychem nagrał płytę Moje miasto.

## Dyskografia
- 2003 Drzewa (płyta Wojtka Hoffmanna)
- 2005 O.K. (z Czerwonymi Gitarmi, mimo to, że nie był członkiem zespołu na płycie znajduje się jego kompozycja)
- 2007 Moje miasto (płyta Adama Bałdycha)[8]
- 2015 Behind the Windows (płyta Wojtka Hoffmanna)[7]